# Protévangile de Jacques

Annonciation à sainte Anne, fresque de Giotto à la chapelle des Scrovegni de Padoue, qui abrite la série iconographique relative au Protévangile la mieux conservée.

Le Protévangile de Jacques, intitulé à l'origine Nativité de Marie. Révélation de Jacques ou Évangile de Jacques, est un apocryphe pseudépigraphique du type  « évangile de l'enfance » datant de la seconde moitié du IIe siècle. L'auteur prétend être Jacques, frère de Jésus par un mariage antérieur de Joseph, mais en fait son identité est inconnue.
Ce texte est le plus important des évangiles apocryphes, celui qui a exercé la plus grande influence sur la théologie comme sur l’iconographie du christianisme.

## Présentation
Le titre usuel de l'ouvrage — Protévangile de Jacques — n'est pas son titre original, lequel varie selon les manuscrits. Il a été donné pour la première fois par l'érudit Guillaume Postel qui en imprime la première traduction latine à Bâle en 1552, car il porte sur des événements antérieurs à ceux qui sont relatés dans les Évangiles canoniques. « Protévangile » signifie : « qui se situe au commencement de » ou « qui est immédiatement antérieur à » l'Évangile.
Concernant les sources et documents antiques sur ce texte, sa plus ancienne trace écrite (le papyrus Bodmer 5, daté du IVe siècle) porte le titre de Nativité de Marie. Révélation de Jacques. Cependant, dès le milieu du IIIe siècle, Origène mentionne déjà, dans un Commentaire sur Matthieu, un Évangile de Jacques.
Cette œuvre a connu une large diffusion, comme l'attestent près de cent quarante manuscrits en grec qui existent encore de nos jours ; et son antiquité, comme le nombre de citations qui en sont faites dans les premiers siècles du christianisme, laisse penser que sa valeur théologique était — au moins à l'époque de sa rédaction — aussi considérable que celle des évangiles devenus canoniques, à l'instar d'autres apocryphes anciens.
Le Protévangile de Jacques est le plus ancien et le plus important des évangiles apocryphes, celui qui a exercé la plus grande influence sur la théologie et l'art, aussi bien en Orient qu'en Occident. Ses thèmes sont fréquemment repris par l’iconographie chrétienne, par exemple dans la représentation de Joseph sous les traits d'un homme âgé, en référence à ses paroles dans le chapitre 10:2. Il constitue également une source essentielle pour la mariologie.

## Contenu
Le récit nomme les parents de Marie — ce que ne font pas les textes canoniques —, soit Anne et Joachim. Marie est « consacrée au Seigneur » par un vœu de sa mère, puis Joseph, déjà vieux, veuf et ayant des fils, est choisi pour prendre la jeune fille sous sa garde. Le texte raconte comment celle-ci devient enceinte sans avoir perdu sa virginité et met au monde Jésus. Il développe le thème légendaire de la Nativité dans une grotte : au cours du voyage de la Sainte Famille de Nazareth à Bethléem, Marie enceinte descend de l'âne pour se reposer auprès d'un point d'eau, dans le village actuel de Bir-el Quadismu (nom arabe signifiant « puits du repos »). Elle n'a pas le temps d'atteindre Bethléem, Joseph trouve une grotte, y introduit Marie et met près d'elle ses fils (issus d'un premier mariage). Alors qu'il est parti chercher une sage-femme juive dans la région de Bethléem, Jésus apparaît miraculeusement dans la grotte.
Le texte tend, en fait, à réfuter les attaques qui, à son époque, visaient à discréditer la foi chrétienne, affirmant en particulier que Jésus était le fils de Joseph et Marie ; il insiste sur la virginité de Marie qui aurait été constatée par la sage-femme et par Salomé, même après la mise au monde de Jésus.

## Objet
Pour Simon Claude Mimouni, contrairement à ce qui est souvent affirmé, « le texte n'est nullement une histoire édifiante issue des milieux populaires », « c'est plutôt une œuvre exégétique à la manière sans doute des commentaires midrashiques que l'on trouve abondamment dans la littérature judéenne toutes tendances confondues ». Le texte semble poursuivre le double objectif de répondre à des conflits tant externes qu'internes au christianisme de l'époque.
D'une part il s'agit de lutter contre la polémique de milieux judéens qui font de Marie une impure et adultérine enceinte d'un soldat romain du nom de Panthère : l'auteur réaffirme non seulement la naissance miraculeuse de Jésus mais en plus celle de Marie elle-même, consacrée au Temple depuis l'enfance et voyant dès lors sa pureté garantie par les autorités sacerdotales.
D'autre part, c'est peut-être également une réponse aux chrétiens gnostiques, docètes et adoptianistes, avec une teinte encratisante. À ce titre, il est représentatif des mêmes tendances qui ont conduit à la rédaction des récits canonisés de l'enfance rédigés quelques dizaines d'années plus tôt.

## Description et diffusion
Il existe des versions de ce texte en grec, syriaque, en copte, en éthiopien, arménien, géorgien, arabe, vieux slave… Son auteur, qui se présente à la fin du document comme Jacques, frère de Jésus, est inconnu, et sa composition est datée de la seconde moitié du IIe siècle peut-être en Égypte ou en Syrie. L'aspect pseudépigraphique est attesté par l'ignorance évidente que l'auteur, non-juif, a de la Palestine et de ses coutumes. L'auteur a par contre une bonne connaissance des récits des quatre Évangiles canoniques.
Clément d'Alexandrie et Origène y font allusion, mais probablement dans une version différente — notamment en ce qui concerne le martyre de Zacharie (père de Jean le Baptiste), à la fin du récit — du texte que nous connaissons aujourd'hui.
Le pape Innocent Ier le condamne en 405, et le Décret dit de Gélase, en sa cinquième partie — composée par un particulier au début du VIe siècle — le liste parmi les apocryphes, mais il est resté en faveur dans la chrétienté orientale qui connaît foison de manuscrits en grec ancien et de traductions en diverses langues anciennes. Le texte est encore en usage dans certains monastères orientaux, mis en lecture lors de la fête de la nativité de Marie.
Malgré ces réticences, l'influence de tels apocryphes se fait sentir sur la liturgie comme en témoigne l'instauration de fêtes mariales telles que celles de la Nativité de Marie et de sa conception virginale qui, bien qu'elle ne soit pas explicite dans le texte, contribue à l'élaboration de la doctrine de l'Immaculée Conception. Il a en outre eu une influence notable sur l'iconographie concernant l'enfance de Marie ou celle de Jésus.
En Occident, la teneur du Protévangile de Jacques se diffuse également à travers ses remaniements antiques en latin, — le Pseudo-Matthieu (VIe siècle) — puis médiévaux — le De Nativitate Mariae (IXe siècle). Par ailleurs, la compilation de certains éléments du Protévangile avec d'autres du Pseudo-Matthieu, combinés avec un récit de la naissance de Jésus connu de la recherche sous les noms de « Special Source » ou « fons ignotus », forment le texte connus sous le nom de Compilation J.